# Ctenophthalmus chrysochloridis
Ctenophthalmus chrysochloridis är en loppart som beskrevs av Smit 1975. Ctenophthalmus chrysochloridis ingår i släktet Ctenophthalmus och familjen mullvadsloppor. Inga underarter finns listade i Catalogue of Life.